# Angelique Widjaja
Angelique Widjaja (Bandungue, 12 de dezembro de 1984) é uma ex-tenista profissional indonésia.
Angelique Widjaja em Olimpíadas fez parceira com Wynne Prakusya em 2004